# Seyni Kountché

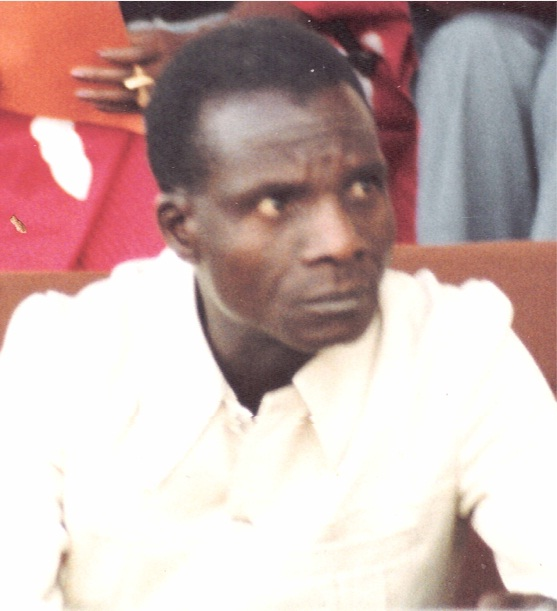
Seyni Kountché (1983)

Seyni Kountché (* 1. Juli 1931 in Fandou Béri; † 10. November 1987 in Paris) war von 1974 bis 1987 Staatschef von Niger.

## Soldat
Kountché trat 1949 in die französische Armee ein und diente im Indochinakrieg, später im Algerienkrieg. 1957 wurde er Sergeant. Nach der Unabhängigkeit Nigers von Frankreich am 3. August 1960 wechselte er 1961 in dessen Armee. Von 1965 bis 1966 besuchte er eine Offiziersschule in Paris und wurde später stellvertretender Stabschef, 1973, nunmehr Oberstleutnant, Stabschef der Armee.

## Präsident
Am 15. April 1974 leitete Kountché den Militärputsch gegen den autoritär regierenden Präsidenten Hamani Diori. Die Verfassung wurde suspendiert, das Parlament aufgelöst, alle politischen Parteien verboten und Gegner des alten Präsidenten aus den Gefängnissen entlassen bzw. durften aus dem Exil zurückkehren. Er versprach die Wirtschaft anzukurbeln und die internationale Hilfe wegen der Hungersnot, die Niger wie die übrigen Staaten der Sahelzone plagte, gerecht zu verteilen.

### Außenpolitik
Außenpolitisch setzte er wie sein Vorgänger auf gute Beziehungen zu Frankreich, daneben verstärkte er die Kontakte zu den arabischen Staaten und auch zur Volksrepublik China. Die Beziehungen mit dem libyschen Staatsoberhaupt Gaddafi waren wegen Konflikten mit aufständischen Tuareg gespannt, es kam mehrmals zu Gefechten an der Grenze zu Libyen. In den 1980er Jahren unterstützte er den Tschad in seinem Konflikt mit Libyen. Die Vereinigten Staaten wurden in seiner Amtszeit das wichtigste Geberland für Entwicklungshilfe, im Dezember 1984 besuchte er den Präsidenten Ronald Reagan in Washington.

### Innenpolitik
Unter dem Schlagwort „Entwicklungsgesellschaft“ versuchte Kountché einen speziell afrikanischen und eigenständigen Entwicklungsweg für Niger einzuschlagen, der sich weder an westlichen noch an östlichen Systemen orientieren sollte. Während die Militärregierung, in die auch Zivilisten aufgenommen wurden, das Land fest im Griff hielt, wurden auf lokaler und regionaler Ebene sogenannte „Entwicklungsräte“ gegründet, in denen die Bevölkerung über entwicklungspolitische Maßnahmen mitentscheiden konnte. Das traditionelle Häuptlingswesen konnte ebenso wie die Selbsthilfeorganisation „Samariya“ ihren Einfluss ausbauen und beide wurden zu einer wichtigen Stütze der Regierung. Vorrangige Projekte Kountchés waren die Bekämpfung der Korruption und die Selbstversorgung Nigers mit Grundnahrungsmitteln.
1976 und 1983 scheiterten Versuche, ihn zu stürzen. Ab 1981 unternahm er Anstrengungen, dem Land eine neue Verfassung zu geben und Zivilisten an der Regierung zu beteiligen. Am 24. Januar 1983 ernannte er mit Mamane Oumarou einen Zivilisten zum Premierminister. Die Macht im Land lag aber weiterhin beim seit 1974 agierenden Obersten Militärrat (CMS). Kountché selbst hatte zusätzlich von 1974 bis 1976 sowie von 1981 bis 1987 das Amt des Innenministers und von 1974 bis 1976 sowie von 1977 bis 1987 das Amt des Verteidigungsministers inne. Kountché, der auch der „Preuße Afrikas“ genannt wurde, gehörte zu den Militärdiktatoren des Kontinents, die um eine echte Entwicklung ihrer Länder bemüht waren, wenngleich seine Erfolge begrenzt blieben.

### Tod
1986 verschlechterte sich Kountchés Gesundheitszustand. Er starb in einem Pariser Krankenhaus an einem Gehirntumor. Der CMS bestimmte Oberst Ali Saibou zum Nachfolger.

## Sonstiges
Die Partei Nationale Bewegung der Entwicklungsgesellschaft (MNSD-Nassara) beruft sich u. a. auf das politische Erbe Kountchés.
Das Fußballstadion der Hauptstadt Niamey trägt ihm zu Ehren den Namen General-Seyni-Kountché-Stadion.
| Personendaten    | Personendaten                                               |
| ---------------- | ----------------------------------------------------------- |
| NAME             | Kountché, Seyni                                             |
| KURZBESCHREIBUNG | nigrischer Politiker, Staatspräsident von Niger (1974–1987) |
| GEBURTSDATUM     | 1. Juli 1931                                                |
| GEBURTSORT       | Fandou Béri                                                 |
| STERBEDATUM      | 10. November 1987                                           |
| STERBEORT        | Paris                                                       |